# Ail (rivière)
Pour les articles homonymes, voir Ail.
L'Ail, rivière de Saône-et-Loire, est un affluent de la rive gauche de la Bourbonne.

## Géographie
Naissant à Cruzille, cette rivière qui coule du nord-ouest au sud-est traverse successivement le territoire des communes de Cruzille et de Lugny, avant de se jeter dans la Bourbonne à l'entrée du bourg (un peu en amont du moulin Burdeau).
La rivière, peu après être née, traverse le hameau de Sagy-le-Bas (Cruzille), puis s'oriente rapidement à l'est pour s'écouler doucement dans la vallée que surplombe la roche Sainte-Geneviève, qui conduit au hameau de Collongette (commune de Lugny). 
Sur le territoire de Cruzille, son eau alimentait jadis un moulin aujourd'hui disparu, autrefois écart isolé de Cruzille : le moulin Meurier, ancien moulin seigneurial tirant son nom du patronyme d'un tenancier.
Sur Lugny, l'eau de cette rivière, autrefois, actionnait les meules de plusieurs moulins, entre autres celles du moulin de l'Étang (au nord-ouest du hameau de Collongette, en contrebas du site naturel protégé de la Boucherette) et du moulin Pernin (en contrebas du hameau de Poupot). 

## Pont

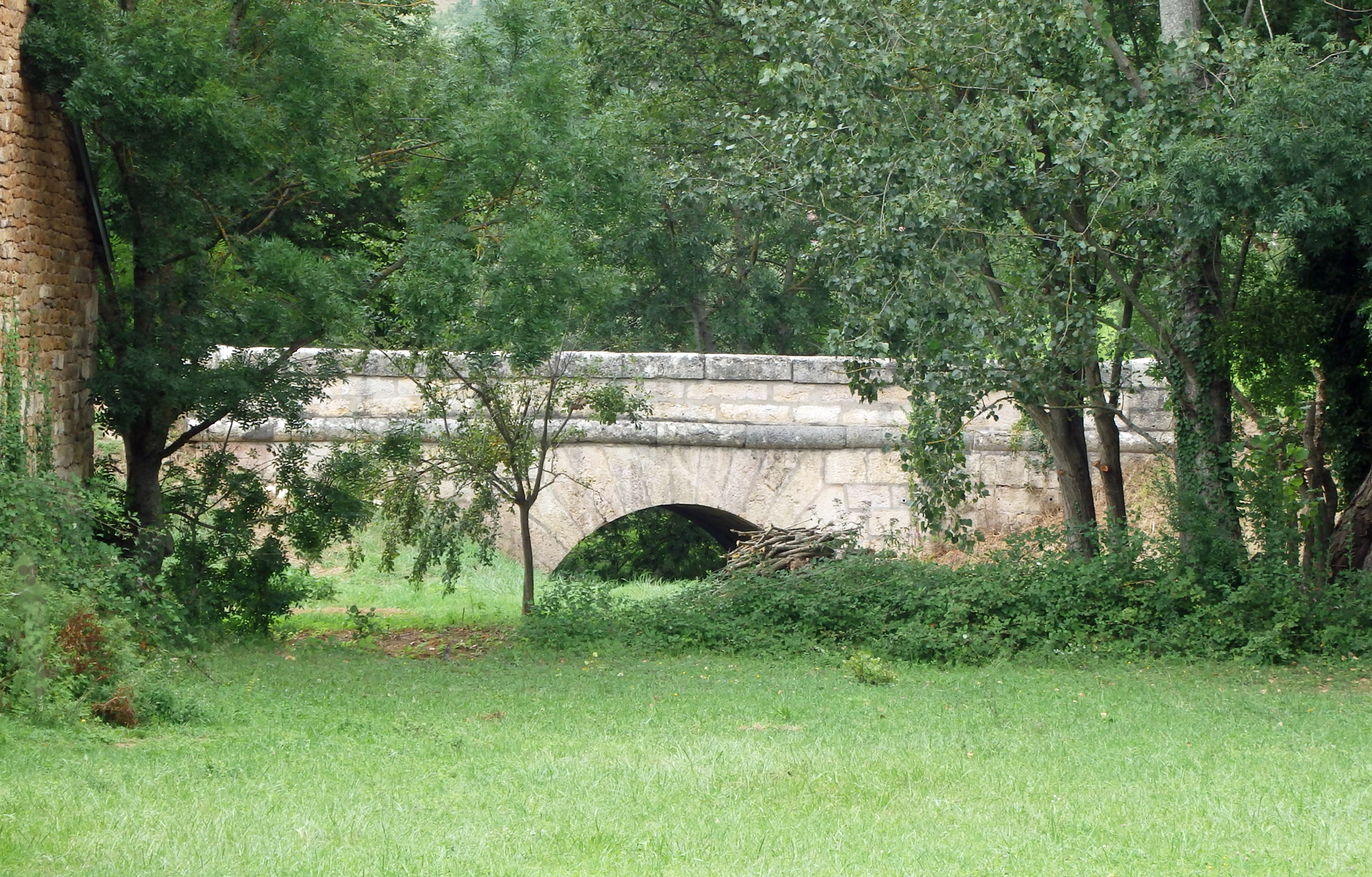
Le pont de pierre construit vers 1810 pour enjamber l'Ail, affluent de la Bourbonne.

Cette rivière est franchie par plusieurs ouvrages, notamment, à l'est du bourg de Lugny, au bas de la route de La Garenne menant au hameau de Macheron, par un solide pont de pierre à arche unique datant des premières années du XIXe siècle. Long de 12,30 mètres, cet ouvrage bien appareillé, simple mais soigné, a 3,60 mètres d’ouverture et environ 2 mètres de tirant d’air. Une moulure saillante, en « boudin », souligne la base des parapets (hauts de 85 cm), que protègent à chaque entrée du pont deux bornes faisant office de chasse-roues. Côté sud, une pierre du parapet porte une inscription donnant une date (20 mai 1811) et le nom du maire qui, à cette époque, dirigeait l'administration de la commune, érigée en chef-lieu de canton en 1790 : le notaire Claude-Melchior-Esprit Alabernarde (1761-1837), maire de Lugny du 7 messidor an XIII (26 juin 1805) au 24 juin 1814.

## Pêche
L'Ail, domaine privé ouvert à la pêche, relève, pour la 1re catégorie, des Amis de la Bourbonne (Lugny), l'une des soixante-dix associations agréées pour la pêche et la protection du milieu aquatique (AAPPMA) regroupées au sein de la fédération de pêche de Saône-et-Loire.